# Fontanetto Po
Fontanetto Po est une commune de la province de Verceil dans le Piémont, en Italie.

## Géographie

### Communes limitrophes
Crescentino, Gabiano, Livorno Ferraris, Moncestino, Palazzolo Vercellese, Trino

## Administration
| Période                                  | Période | Identité | Étiquette | Qualité |
| ---------------------------------------- | ------- | -------- | --------- | ------- |
|                                          |         |          |           |         |
| Les données manquantes sont à compléter. |         |          |           |         |

## Jumelages

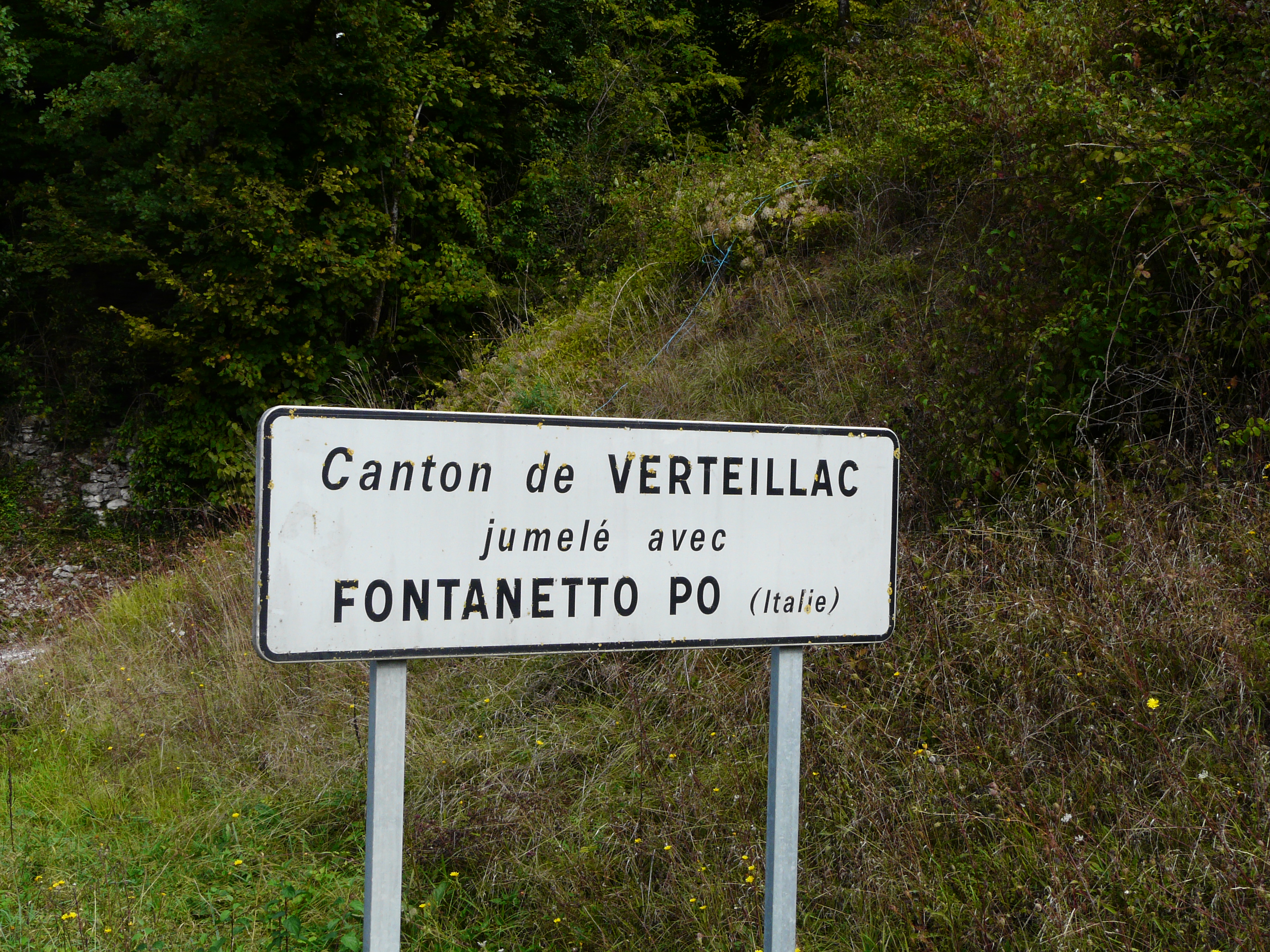
Panneau de jumelage français du canton de Verteillac avec Fontanetto Po.

Fontanetto Po est jumelée avec les dix-sept communes françaises de l'ancien canton de Verteillac.